# Manfred Walz (Fußballspieler)
Manfred Walz (* 1. September 1962) ist ein ehemaliger deutscher Fußballspieler.

## Karriere
Walz spielte mit Borussia Dortmund in der Saison 1983/84 in der Bundesliga. Sein Debüt gab er am 8. Spieltag, als er zur zweiten Halbzeit bei der 7:0-Auswärtsniederlage bei Fortuna Düsseldorf von Trainer Uli Maslo für Bernd Storck eingewechselt wurde. Unter Maslo absolvierte er drei weitere Spiele. Nach dem Wechsel auf der Trainerbank zu Hans-Dieter Tippenhauer, zwischenzeitlich hatte Helmut Witte das Training geleitet, absolvierte Walz sein letztes Bundesligaspiel. Nach turbulenten Wochen bei der Borussia übernahm Trainer Nummer vier, Horst Franz, der Walz nicht einsetzte. Zur neuen Saison wechselte er in die 2. Bundesliga zum 1. FC Nürnberg. Für den Club spielte er lediglich einmal im Ligabetrieb. Nach einem Spieleraufstand erhielt er seine fristlose Kündigung. Später spielte er für die SpVgg Weiden, mit der er den Aufstieg in die Bayernliga unter Trainer Aki Schmidt schaffte.